# Lalah Hathaway
Eulaulah Donyll "Lalah" Hathaway (Estados Unidos, 16 de dezembro de 1968) é uma cantora norte-americana.